# بسام الملا
بسام الملا (13 شباط 1956 - 22 كانون الثاني 2022 في مدينة زحلة)، مخرج سوري أخرج مسلسل البيئة الشامية السوري الأكثر شهرة باب الحارة، ينتمي إلى عائلة فنية، فوالده الممثل أدهم الملا وأشقائه هم الممثل مؤيد الملا والمخرجان مؤمن وبشار الملا ، وولداه أدهم وشمس الملا، اللذان مثّلا في مسلسل «باب الحارة».

## أعماله

### برامج المنوعات
من أبرز برامج المنوعات التي أخرجها:
- (القنال 7) دمشق: 1984
- (الليل والنجوم) دمشق: 1986
- (بساط الريح) دبي: 1993
- (داود في هوليوود) الكويت: 1998
- (ليل يا ليل) و(ابتسامات) بيروت: 2000

### البرامج الثقافية التراثية
أخرج عددا من البرامج الثقافية التراثية التي تستلهم التراث وأعلامه وفنونه عبر مشاهد درامية تمثيلية وأنجز عددا كبيرا من هذه البرامج في فترة تسعينيات القرن العشرين خصوصاً، ومنها:
- بوابة التاريخ
- ديوان العرب
- أعلام العرب
- قناديل رمضان

### المسلسلات الدرامية
- (كان يا مكان) الجزء الأول 1990: تأليف داوود شيخاني وهو دراما للأطفال في ثلاثين حلقة.
- (الخشخاش) 1991: تأليف د. فؤاد شربجي وهو دراما اجتماعية معاصرة في واحد وعشرين حلقة.
- (أيام شامية) 1992: تأليف أكرم شريم وهو دراما شعبية دمشقية في أربع عشرة حلقة.
- (العبابيد) 1996: تأليف رياض سفلو، وهو دراما تاريخية عن زنوبيا ملكة تدمر في اثني وعشرين حلقة.
- (زمن المجد) 1999: سسلسلة تراثية للشيخ عبد العزيز خويطر تروي التاريخ الشعبي والاجتماعي للمملكة العربية السعودية.
- (الخوالي) 2000: تأليف أحمد حامد دراما شعبية دمشقية في تسع وعشرين حلقة.
- (ليالي الصالحية) تأليف: سلمى اللحام سيناريو وحوار: أحمد حامد 2004 دراما شعبية في ثلاثين حلقة.
- (باب الحارة) في أجزائه الخمسة للأعوام 2006 - 2007 - 2008 - 2009 - وفي عام 2010 أصبح المشرف العام على المسلسل وتم إخراجه بواسطة شقيقه مؤمن الملا.
- (الزعيم): تأليف وفيق الزعيم 2011 دراما شعبية دمشقية.
- (سوق الحرير): تأليف حنان حسين المهرجي 2020 دراما اجتماعية من نوع البيئة الشامية.

## نقد فني لأعماله
أعمال بسام الملا، وخاصة التي تناولت البيئة الدمشقية، اشتهرت بجماهيريتها الكبيرة وتم إعادة عرضها مرات عديدة على القنوات الفضائية العربية محققة نسب مشاهدة مرتفعة. من أبرز أعماله "أيام شامية" و"العبابيد" ومسلسل "باب الحارة"، حيث فاز بالعديد من الجوائز مثل ذهبية مهرجان القاهرة للإذاعة والتلفزيون وجائزة أفضل إخراج في مهرجان التلفزيون العربي بتونس عام 2007.
ورغم أن "العبابيد" لم يحقق النجاح الجماهيري المتوقع رغم جودة الإنتاج، إلا أن أعماله المستلهمة من البيئة الشامية تحولت إلى كلاسيكيات، وخاصة الجزء الثاني من "باب الحارة" الذي عرض عام 2007 وحقق نجاحًا هائلًا، حيث اجتاحت قصته المجتمع العربي، ملهمة جوانب اجتماعية وسياسية مختلفة. في فلسطين، اعتبره البعض رمزًا للوحدة الوطنية، بينما في العراق رأى المحللون أنه نموذج لحكم فيدرالي، وفي دول أخرى ألهمت شخصيات مثل "العقيد أبو شهاب" و"معتز" الشبان بقيم الشهامة والمروءة.
رغم نجاحه الكبير، تعرض بسام الملا لانتقادات حادة بسبب الصورة النمطية التي قدمها عن المرأة في مسلسلاته، حيث غالبًا ما تظهر المرأة في أدوار تقليدية تدور حول تدبير شؤون المنزل وإرضاء الزوج. كما انتُقد بسبب طبيعة تعامله مع الممثلين وتعديله المتكرر على الشخصيات والمحتوى، خصوصًا في المسلسلات ذات الأجزاء المتعددة مثل "باب الحارة". وقد أُشيد بالأجزاء الأولى من "باب الحارة"، بينما تعرضت الأجزاء اللاحقة لانتقادات واسعة بسبب فقدان بريقها، تبديل الشخصيات الرئيسية، وتحوله في نظر البعض إلى مشروع تجاري بحت.

## بسام الملا في المكتبة العربية
أهم توثيق لمسيرة بسام الملا التلفزيونية منذ بداياته وحتى مسلسله الشهير "باب الحارة" تجده في كتاب "بسام الملا: عاشق البيئة الدمشقية"، الذي ألفه الناقد والصحفي السوري محمد منصور. صدر الكتاب عن دار كنعان بدمشق عام 2008، ويأتي ضمن سلسلة "الدراما التلفزيونية السورية: تاريخ وأعلام"، التي يشرف عليها الكاتب. الكتاب يضم حوالي 200 صفحة من القطع المتوسط.

## الوفاة
توفي بسام الملا في 22 يناير 2022 عن عمر ناهز الخامسة والستين.